# Tridimita
La tridimita o asmanita es un polimorfo del dióxido de silicio (SiO2), y se encuentra principalmente en dos formas: Tridimita alfa, la cual cristaliza en el sistema monoclínido u ortorrombico, y la tridimita beta, la cual cristaliza en el sistema hexagonal.
Tradicionalmente incluida, como el cuarzo, en el grupo de los tectosilicatos, pero según la edición 10.ª de la clasificación de Strunz actualmente aceptada como válida por la Asociación Mineralógica Internacional se le debe incluir en la clase 4 de los "minerales óxidos".

## Propiedades
Estabilizado por pequeñas impurezas de cationes, generalmente alcalinos. Sus cristales pueden presentar intercrecimiento con cristales de cristobalita.
Es el polimorfo triclínico del dióxido de silicio, por lo que es polimorfo de: coesita (SiO2 monoclínico), cristobalita (SiO2 tetragonal), cuarzo (SiO2 trigonal) y stishovita (SiO2 tetragonal).

## Formación y yacimientos
Frecuentemente aparece en cavidades en las rocas volcánicas en todo el mundo.